# Trip Through the North of England
Trip Through the North of England (o Beautiful Windermere) è un cortometraggio muto del 1910. Il nome del regista non viene riportato nei credit del film, un documentario sul nord dell'Inghilterra.

## Trama
Trama di Moving Picture World synopsis in (EN)  su IMDb

## Produzione
Il film fu prodotto dalla Vitagraph Company of America.

## Distribuzione
Distribuito dalla Vitagraph Company of America, il film - un documentario di 97,5 metri - uscì nelle sale cinematografiche statunitensi il 18 febbraio 1910. Nelle proiezioni, veniva programmato con il sistema dello split reel, accorpato in un'unica bobina con un altro cortometraggio prodotto dalla Vitagraph, Muriel's Stratagem.